# Vzdělávací systém Švýcarska

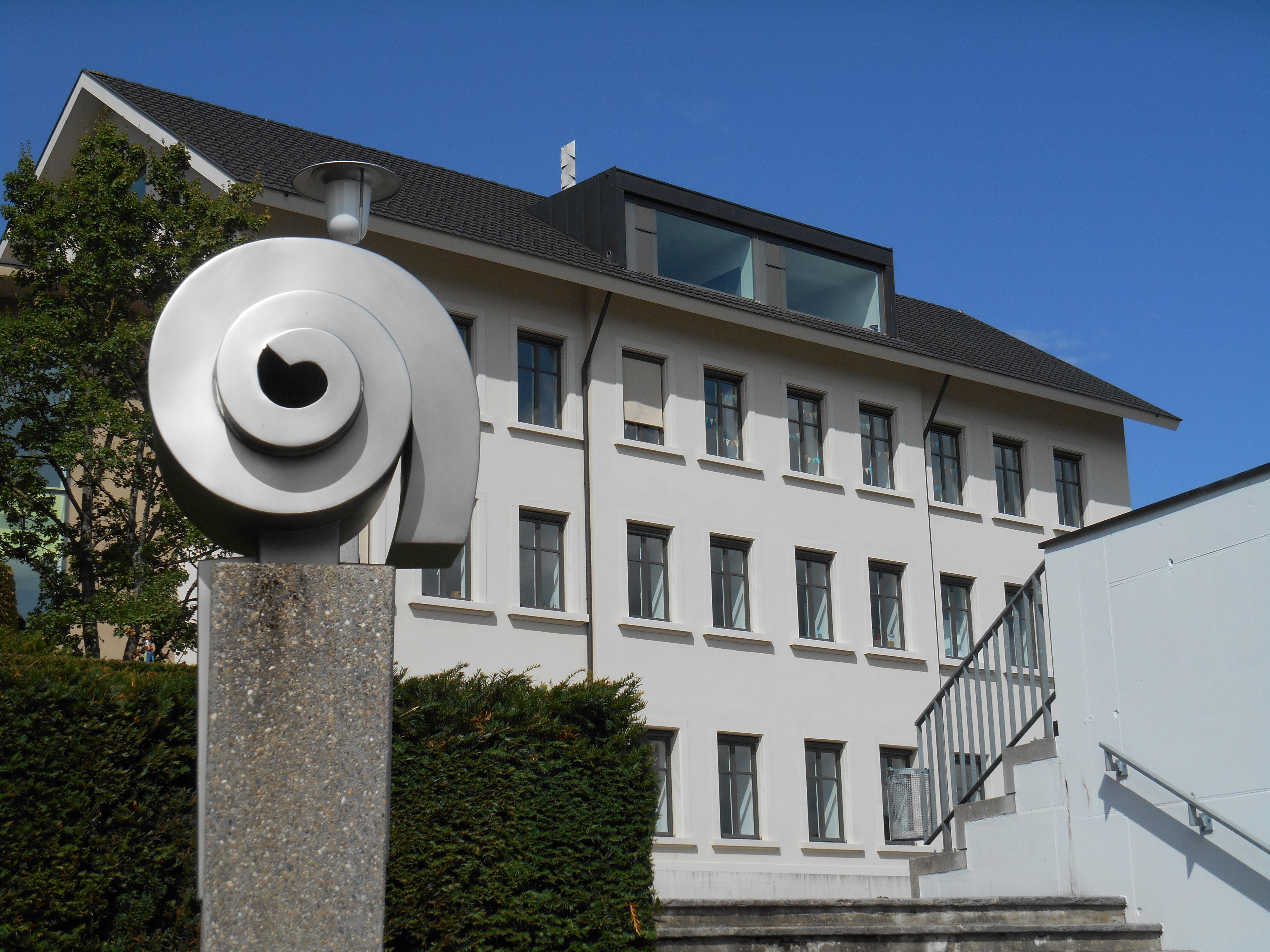
Wehrlinschulhaus (2017)

Vzdělávací systém ve Švýcarsku je rozdělen na primární, sekundární a terciární vzdělávání. Systém vzdělávání je upraven ústavou Švýcarska, která zabezpečování a řízení škol deleguje na orgány jednotlivých kantonů, proto je tamní vzdělávání poměrně různorodé. Ústava upravuje pouze základy, konkrétně to, že základní škola je povinná pro každé dítě a musí být ve státních školách poskytována zcela zdarma.
Státní sekretariát pro vzdělávání, výzkum a inovace (SERI) je federální orgán dohlížející na vzdělávání, přesto každý ze 26 kantonů má primární zodpovědnost za vzdělávání. Každý kanton má proto jejich vlastní oddělení, které zaštiťuje vzdělávání, školní kalendář, strukturu vzdělávání, metody výuky a osnovy. Avšak existují dohody o jejich koordinaci napříč celou zemí. Většina dětí začíná formální vzdělávání kolem čtyř let, když nastoupí do školky. Vzdělání je však povinné pouze do 15 let. Poté se studenti mohou rozhodnout, zda chtějí pokračovat ve školní docházce.

## Primární vzdělávání
Většina dětí před nástupem na základní školu obvykle chodí do mateřské školky. Počet povinných let se liší dle kantonů, avšak u převážné většiny můžeme říci, že se jedná o jeden až dva roky.  Minimální věk pro nástup do školy je šest let ve všech kantonech kromě Obwalden, kde se jedná o pět let a tři měsíce. Základní škola pokračuje do čtvrtého až šestého ročníku v závislosti na kantonu. Každé dítě může navštěvovat jakoukoliv školu, co si vybere. Žáci jsou pouze rozdělování podle toho, jestli jejich mateřský jazyk je francouzština, němčina, nebo italština. Na této úrovni nejsou děti rozdělovány do skupin, podle studijních výsledků.
Na základní škole se děti učí jejich mateřský jazyk, druhý národní jazyk a angličtinu. Žáci se také učí matematiku, hudební výchovu, tělesnou výchovu, výchovu ke zdraví a výtvarnou výchovu. V neposlední řadě společenské, přírodní a humanitní vědy, např. zeměpis, historii, přírodopis, náboženství, etiku. Stejně jako učební plány se hodnocení žáků v jednotlivých kantonech po celém Švýcarsku liší, ale stejné však je, že žáci dostávají dvakrát ročně školní vysvědčení. Probíhají také testy na konci školního roku, které rozhodují o postoupení do dalšího ročníku, či jeho opakování. Kolem jedenáctého až dvanáctého roku, v závislosti ve kterém kantonu ve Švýcarsku chodí dítě do školy, děti absolvují test, jehož výsledky jsou jedním z faktorů (indikátor B), které ovlivňují přijetí na střední školu. Mezi další faktory patří hodnocení učitele (indikátor A) a doporučení rodičů společně s autoevaluací dítěte (indikátor C) 

## Sekundární vzdělávání
Střední školy ve Švýcarsku jsou rozděleny do dvou částí, a to nižší střední vzdělávání a vyšší střední vzdělávání. Jelikož přechod ze základní školy na nižší střední školu je v nízkém věku, je tento vzdělávací stupeň povinný pro všechny děti. Až poté se mohou rozhodnout, jestli chtějí ve vzdělání pokračovat.

### Veřejné nižší střední vzdělávání
Děti na veřejné nižší vzdělávání nastupují okolo jedenáctého až dvanáctého roku. Mohou volit mezi gymnáziem nebo Kantonsschulle. Obvyklá délka studia jsou tři roky, ale například v kantonu Ticinu se jedná o čtyři roky. Nižší sekundární učební plán obvykle zahrnuje jazyk místního kantonu, druhý národní jazyk a někdy volitelný třetí a angličtinu. Kromě toho studenti absolvují hodiny matematiky, přírodních věd, zeměpisu, historie, občanské výchovy, hudby, umění, tělesné výchovy, domácí ekonomiky a další. Ve většině kantonů dostávají studenti dvakrát ročně vysvědčení se známkami a zprávu o pokroku. V závislosti na kantonu mohou proběhnout také testy na konci roku. Kolem patnácti let studenti dokončí své nižší střední vzdělání a mohou se rozhodnout, zda chtějí pokračovat na vyšší střední školu. Pokud se rozhodnout nepokračovat, nepodstupují žádnou národní zkoušku, ani nezískávají maturitu.

### Vyšší střední vzdělávání
Po ukončení nižší střední školy se studenti rozhodují, zda pokračovat ve vzdělávání dál. Tuto možnost volí více než 90 % dětí. Ve Švýcarsku jsou známy dvě formy vyšších středních škol, a to všeobecné a odborné. V této chvíli se tedy musí studenti rozhodnout, jakou cestou se rozhodnou jít. Žáci se dále rozhodují mezi třemi typy škol. Mezi ně patří školy odborného vzdělávání a přípravy, maturitní školy a vyšší střední odborné školy. 

#### Školy odborného vzdělávání a přípravy
Školy odborného vzdělávání a přípravy jsou ve Švýcarku mezi dětmi poměrně oblíbené. Toto základní odborné vzdělávání trvá dva až tři roky. Jsou to duální programy, tedy kombinují odborné vzdělávání a přípravu s učňovskou výukou. Studenti tak mohou získat teoretické a praktické znalosti. Ve Švýcarku existují školy tohoto typu pro okolo 230 profesí. Na konci studia mohou žáci získat federální certifikát odborného vzdělávání a přípravy, diplom k federálnímu odbornému vzdělávání a přípravě nebo k federální maturitě z povolání, která je jednou z podmínek přijetí na univerzity aplikované vědy.

#### Gymnázia
Tyto školy poskytují všeobecné vzdělávání a připravují studenty na studium na univerzitě. Studium je dlouhé čtyři roky, ale v některých kantonech se jedná i o tři nebo šest let. Studenti jsou v pololetí a na konci školního roku známkováni a jejich studijní výkony rozhodnou, zda postoupí do dalšího ročníku. Na konci studia čeká na studenty závěrečná maturitní zkouška, která se skládá nejméně z pěti předmětů a studenti musí předložit vypracovanou závěrečnou esej. Ti, kteří vše úspěšně absolvují dostanou maturitní vysvědčení. Následně mohou pokračovat ve studiu na kantonální univerzity, technologické instituty a univerzity pro vzdělávání učitelů.

#### Vyšší střední obdobné školy
Vyšší střední odborné školy poskytují jak všeobecné vzdělání, tak i odborné vzdělávání a přípravu v konkrétních profesích. Tyto školy nalezneme ve 22 kantonech, přičemž se jedná jak o soukromé, tak i o veřejné školy. Pro přijetí žáci musí absolvovat přijímací zkoušku nebo pohovor v závislosti na kritériích školy. Žáci jsou na konci pololetí, také i na konci školního roku známkováni a jejich studijní výkony rozhodnou, zda postoupí do dalšího ročníku. Na konci studia studenty čeká závěrečná zkouška nejméně ze šesti předmětů. Ti, kteří úspěšně projdou dostanou osvědčení o střední odborné škole. Studenti se však zúčastní jednoročního specializovaného kurzu, který kromě jiného zahrnuje i stáže, nebo praxe v oboru jejich dosavadního studia. Na konci poté získají specializovanou maturitu a vysvědčení o ní.

#### Střední vyšší soukromé školy
Kromě veřejných škol nalezneme ve Švýcarsku i soukromé školy. Jejich největší předností je, že nabízejí širší nabídku pro různé kvalifikace. Stejně jako u základních škol mohou střední soukromé školy ve Švýcarsku být mezinárodní školy, církevní školy a Montessori školy. Mezinárodní školy jsou však nejoblíbenější, protože po ukončení studia nabízejí prestižní diplom IB.

## Terciární vzdělávání
Terciární vzdělávání závisí na zvoleném oboru na úrovni středního vzdělávání. U studentů s maturitou je nejběžnější univerzita. Studenti na soukromých školách však mohou mít různou kvalifikaci. Například program IB je velmi populární na soukromých školách ve Švýcarsku, a proto většina studentů v soukromých školách tento diplom absolvuje.
	Ve Švýcarsku je celkem 14 veřejných vysokých škol. Deset z nich zajišťují kantony a na těchto školách se většinou setkáme s netechnickými obory. Ze zbývajících 4 institucí jsou 2 provozovány Švýcarskou konfederací a jsou známy jako „Švýcarské federální technologické instituty“.
Švýcarsko je dobře známé pro svůj vyspělý systém vzdělávání v podnikání. Do této kategorie patří řada světových univerzit a programů MBA, jako je International Institute for Management Development, HEC Lausanne, St. Gallen, Kalaidos FH a University of Zurich. Všechny jsou také registrovány v žebříčku Financial Times. 